# Pterostemma
Pterostemma é um género botânico pertencente à família das orquídeas (Orchidaceae).